# マーク
マーク（mark）とは、人間により作られた、記号・符号・しるし・標章・図案等のこと。文字そのものはマークとは言わないが、図案化・装飾化した場合にはマークと呼ばれることがある。通常は、小さなスペースに記載できるような、外見的な情報量の少ないものである。
マークは、ある意味や概念を示すために用いられる。逆に、意味や概念を示していない場合には、それは、模様でしかない。
同じマークが、使われる場面により異なる意味となることもあり、固定した意味を持たず、使われるそのときどきに、個別に意味が付与されるようなタイプのマークもある。
図案化が進むと、絵と区別がつかなくなるような場合もある。
マークは、商標登録が可能である。
なお、時として、ある「色」が、何らかの意味を示す場合があるが、独立した「色」だけを、マークと呼ぶことはない。
マークを作る職業は、今日ではグラフィックデザイナーとされる。

## マークの具体例
- 記号（数学記号・音楽記号・地図記号・約物など）
- 組織を示すマーク（社章・地方公共団体の紋章など）。
- 家紋
- 天気記号（太陽・雲・傘などを抽象化）
- 元素記号
- スート (トランプなどのマーク)
- 国旗・国章
- 海賊旗
- 認証を示すマーク（JISマーク・JASマーク・エルマークなど）。